# Bourse du Malawi
La Bourse du Malawi (en anglais: Malawi Stock Exchange) (MSE) es la bourse du Malawi. 

## Histoire
La Bourse a été inaugurée en mars 1995 et a ouvert ses portes le 11 novembre 1996, sous l'égide de la Banque de réserve du Malawi. 2 300 citoyens malawites ont acquis des actions de la première société cotée en bourse: la National Insurance Company, la plus grande compagnie d'assurance du pays.  
La Société financière internationale (SFI), filiale de la Banque mondiale, et la Société néerlandaise de financement du développement, une banque de développement néerlandaise étroitement liée au ministère néerlandais de la Coopération au développement, ont fourni 40 % des 500 000 dollars nécessaires à la création de la bourse de Blantyre. L'Union européenne a par ailleurs parrainé des séminaires et des campagnes de communication.
La bourse est régie par la loi de 1990 sur le développement des marchés de capitaux et le règlement de 1992 sur le développement des marchés de capitaux. Elle dispose d'un comité de surveillance composé de représentants de la banque centrale, du gouvernement et du secteur privé. Elle est membre de l'Association des bourses africaines.
La MSE a une cotation boursière modeste. Des règles de cotation plus strictes sont en cours d'élaboration. L'adhésion à la Bourse est ouverte aux entreprises et aux particuliers.